# SEAT Arona
El SEAT Arona és un vehicle esportiu utilitari subcompacte (segment B) fabricat per SEAT d'ençà de 2017, com el tot camí més petit que ofereix la marca. D'ençà de 2019, se situa per sota del model compacte Ateca i del Tarraco de set places.
Es va anunciar en el Saló de l'Automòbil de París de 2016 i es va llançar al mercat a la fi d'octubre de 2016. El nom Arona fa referència al municipi de l'illa de Tenerife, a les illes Canàries.
Té motor davanter transversal, tracció davantera i carrosseria de cinc portes. Té entre els seus rivals a: Ford Puma, Citroën C3 Aircross, Fiat 500X, Profunda HR-V, Kia Stonic, Opel Crossland X, Opel Mokka, Mazda CX-3, Mini Countryman, Nissan Juke, Peugeot 2008 i Renault Captur.

## Presentació
El SEAT Arona va ser presentat oficialment el 26 de juny de 2017 a Barcelona, i al setembre de 2017 en el Saló de l'Automòbil de Frankfurt es va anunciar que el model ja es podia encarregar en els concessionaris, arribant les primeres unitats lliurades per al mes de novembre. El nou SEAT Arona està desenvolupat amb la plataforma MQB A0 que va estrenar el SEAT Eivissa de cinquena generació, doncs té trets de disseny similar a aquest però en un concepte SUV, de menors dimensions que el SEAT Ateca.
La part frontal és similar a l'Eivissa, doncs porta el mateix estil de fars, mentre que el disseny de la part posterior és similar a la del Ateca. En el pilar C té una motllura cromada que inclou una X, símbol habitual dels crossovers; aquesta motllura té com a funció separar la part del sostre de la carrosseria,donant-li també l'estètica d'un sostre flotant. SEAT ha volgut que aquest model tingui més opcions de personalització, podent escollir el sostre en un altre to entre 3 opcions: negre, gris i taronja, donant al model un aspecte bicolor i mes juvenil.
L'interior és igual al de l'Eivissa, amb petits retocs en alguns materials i motllures.

### Motoritzacions
El SEAT Arona disposa de 6 motoritzacions, motors de 3 i 4 cilindres, tots ells sobrealimentados, d'injecció directa i amb sistema Start & Stop de sèrie, a l'una també d'una versió híbrida gasolina / GNC de gas natural comprimit.
A l'apartat dièsel trobem el motor 1.6 TDI disponible en versions de 95 i 115 CV, mentre que en el de gasolina trobem el motor tricilíndric TSI d'1.0 litres en versions de 95 i 115, a més de l'1.5 TSI de 150 CV que podem trobar en el nou Volkswagen Golf. Finalment, la versió de GNC està associada al motor gasolina 1.0 TGI de 90 CV.
Fora d'Europa s'ofereix també amb motor gasolina atmosfèric de 1,6 litres i 110 CV.
|                                | Motors de gasolina                           | Motors de gasolina                              | Motors de gasolina                                         | Motors Híbrid Gasolina/GNC                   | Motors dièsel                                             | Motors dièsel                                             |
|                                | 1.0 EcoTSI                                   | 1.0 EcoTSI                                      | 1.5 TSI                                                    | 1.0 TGI                                      | 1.6 TDI                                                   | 1.6 TDI                                                   |
| ------------------------------ | -------------------------------------------- | ----------------------------------------------- | ---------------------------------------------------------- | -------------------------------------------- | --------------------------------------------------------- | --------------------------------------------------------- |
| Període                        | 2017 - present                               | 2017 - present                                  | 2017 - present                                             | 2018 - present                               | 2017 - present                                            | 2018 - present                                            |
| Sèrie del motor                | VW EA211                                     | VW EA211                                        | VW EA211 evo                                               | VW EA211                                     | EA288                                                     | EA288                                                     |
| Identificació del motor        | -                                            | CHZD                                            | DONADA                                                     | -                                            | -                                                         | DDYA                                                      |
| Tipus de motor                 | L3 12v, injecció directa, turbo, intercooler | L3 12v, injecció directa, turbo, intercooler    | L4 16v, cicle Miller, injecció directa, turbo, intercooler | L3 12v, injecció directa, turbo, intercooler | L4 16v, injecció directa, common-rail, turbo, intercooler | L4 16v, injecció directa, common-rail, turbo, intercooler |
| Diametro x carrera             | 74.5 mm × 76.4 mm                            | 74.5 mm × 76.4 mm                               | 74.5 mm × 85.9 mm                                          | 74.5 mm × 76.4 mm                            | 79.5 mm × 80.5 mm                                         | 79.5 mm × 80.5 mm                                         |
| Cilindrada                     | 999 cm³                                      | 999 cm³                                         | 1498 cm³                                                   | 999 cm³                                      | 1598 cm³                                                  | 1598 cm³                                                  |
| Relació de compressió          | 10.5: 1                                      | 10.5: 1                                         | 10.5: 1                                                    | 10.5: 1                                      | 16.2: 1                                                   | 16.2: 1                                                   |
| Potència màxima: CV (kW) @ rpm | 95 CV (70 kW) @ 5000-5500                    | 115 CV (85 kW) @ 5000-5500                      | 150 CV (110 kW) @ 5000-6000                                | 90 CV (66 KW) @ 4500-5800                    | 95 CV (70 kW) @ 2750-4600                                 | 115 CV (85 kW) @ 3250-4000                                |
| Parell màxim: Nm @ rpm         | 175 Nm @ 1500-3500                           | 200 Nm @ 2000-3500                              | 250 Nm @ 1500-3500                                         | 160 Nm @ 1900-3500                           | 250 Nm @ 1500-2600                                        | 250 Nm @ 1500-3200                                        |
| Tracció                        | Davantera                                    | Davantera                                       | Davantera                                                  | Davantera                                    | Davantera                                                 | Davantera                                                 |
| Transmissió                    | Manual, 5 velocitats                         | Manual, 6 velocitats / Automàtica, 7 velocitats | Manual, 6 velocitats                                       | Manual, 5 velocitats                         | Manual, 5 velocitats / Automàtica, 7 velocitats           | Manual, 6 velocitats                                      |
| Acceleració 0–100 km/h         | 11.4                                         | 9.8                                             | 8.0                                                        | -                                            | 11.9                                                      | 10.5                                                      |
| Velocitat màxima               | 173 km/h                                     | 182 km/h                                        | 205 km/h                                                   | -                                            | 172 km/h                                                  | 185 km/h                                                  |
| Consum combinat (L/100 km)     | 4.9                                          | 4.9-5.0                                         | 5.1                                                        | -                                            | 4.0-4.1                                                   | 4.1                                                       |

### Acabats
Els acabats del nou model són els habituals que ofereix la marca (Reference, Style, Xcellence i FR) al principi.

### Edicions especials
- SEAT Arona Beats: Edició exclusiva posada a la venda en 2018, es caracteritza pel decorat i equipament especifico; l'exterior compta amb detalls taronges en els retrovisores i motllura de les antiniebla, la carrosseria és bicolor en dues opcions: gris fosc amb sostre taronja o al revés, en la part del portón darrere porta el logotip Beatsaudio. L'interior compte també amb detalls en taronja com la motllura de la pantalla, brodats i tapisseria exclusiva per a aquesta versió, a més de comptar amb el retrovisor interior amb les paraules en color taronja pausa, play i stop, a més que cadascun dels pedals porta també el símbol pausa en l'embragatge, stop en el fre i play en l'accelerador. Porta també estreps amb el nom de l'edició, il·luminació ambiental en blanc o taronja, quadre digital i el gran equip de música Beats.[5]
- SEAT Arona Urban Sport Line: edició limitada a 250 unitats per (França) 2019, el model inclou el kit aerodinàmic de carrosseria de SEAT Sport, disposa de les motoritzacions 1.0 TSI 115 CV i 1.6 TDI de 95 CV, com a accessori inclou el patinet elèctric eXS de SEAT.[6]

### Seguretat
El SEAT Arona va realitzar les proves de xoc de la EuroNCAP l'any 2017, i va aconseguir una qualificació total de 5 estels:
| Qualificació total:         | 5/5 estrelles · 5/5 estrelles · 5/5 estrelles · 5/5 estrelles · 5/5 estrelles |
| Ocupants adults:            | 95 %                                                                          |
| Ocupants infantil:          | 80 %                                                                          |
| Vianants:                   | 77 %                                                                          |
| Assistència a la seguretat: | 60 %                                                                          |